# Střížkov (stacja metra)
Střížkov – stacja linii C metra praskiego (odcinek IV.C2), położona w północnej dzielnicy Pragi o tej samej nazwie.
Otwarta została 8 maja 2008 roku, dzień przed 34. rocznicą oddania do użytku pierwszej części metra praskiego (także państwowy Dzień Zwycięstwa).